# Активізація тектонічна
Активіза́ція тектоні́чна — відновлення в межах стійких, раніше стабілізованих ділянок земної кори на платформах, а також в давніх складчастих областях інтенсивних тектонічних рухів, які знову створюють гірський рельєф. Як правило супроводжуються проявами магматизму. Див. також активізація тектоно-магматична.